# Лілі Чуляракі
Лілі Чуляракі (грец. Λίλυ Χουλιαράκη, англ. Lilie Chouliaraki; нар. 5 листопада 1963 року) — грецька та британська науковиця, професор медіа та телекомунікацій Лондонської школи економіки та політичних наук. Відома своїми дослідженнями щодо посередництва людських страждань у засобах масової інформації та цифрових медіа, а також методами інтерпретації в соціальних дослідженнях, зокрема дискурсом, візуальним та мультимодальним аналізом.

## Кар'єра
Лілі Чуляракі отримала ступінь бакалавра з філософії в Афінському університеті, а пізніше ступінь магістра і доктора філологічних наук в Університеті Ланкастер.
У своїй науковій роботі Чуляракі зосереджувалася на чотирьох сферах, де страждання постають проблемою спілкування: новини про катастрофи, пропаганда знаменитостей, звітування про війни, конфлікти та міграцію.
Чуляракі читала лекції для багатьох неурядових організацій, наприклад «Міжнародна амністія» (Велика Британія, Фінляндія) та «Лікарі без кордонів» (Німеччина), щодо розробки їх програм та стратегій спілкування.
В даний час вона є членом правління журналів Дискурс і суспільство, Візуальна комунікація, «Social Semiotics», «Critical Discourse Studies», «Crime, Media, Culture», «Journal of Language and Politics», «JOMEC Journal», «Popular Communication», «Digital Journalism». Вона була суддею на Міжнародному конкурсі розвитку The Guardian у 2012 та 2013 рр. 

## Публікації

### Книги
- The Ironic Spectator: Solidarity in the Age of Post-humanitarianism (2013), ISBN 0745664334
- Self-Mediation. New Media, Citizenship and Civil Selves (2012), ISBN 1135746885
- Media Organizations, Identity (2009, with Mette Morsing), ISBN 023024839X
- The Soft Power of War (2008), ISBN 9027222339
- The Spectatorship of Suffering (2006), ISBN 1446224384
- Discourse in Late Modernity (1999, with Norman Fairclough), ISBN 0748610820

### Вибрані статті
- Chouliaraki Lilie (2017) Symbolic Bordering: The self-representation of refugees in digital news. Popular Communication 15 (2): 78-94[17].
- Chouliaraki Lilie and Georgiou Myria (2016) Hospitability: The Communicative Architecture of Humanitarian Securitization at Europe's Borders Journal of Communication 67(2): 159–180[18].
- Chouliaraki, Lilie (2013) Re-mediation, inter-mediation, trans-mediation. Journalism Studies, 14 (2). pp. 267–283[19].
- Chouliaraki, Lilie (2013) Mediating vulnerability: cosmopolitanism and the public sphere. Media, Culture and Society, 35 (1). pp. 105–112[20].
- Chouliaraki, Lilie (2010) Post-humanitarianism: humanitarian communication beyond a politics of pity. International journal of cultural studies, 13 (2). pp. 107–126[21].
- Chouliaraki Lilie and Fairclough Norman (2010) Critical Discourse Analysis in Organizational Studies: Towards an integrationist methodology. Journal of Management Studies 47 (6): 1213–1218[22].
- Chouliaraki, Lilie (2010) Ordinary witnessing in post-television news: towards a new moral imagination. Critical Discourse Studies, 7 (4). pp. 305–319[23].
- Chouliaraki, Lilie (2008) The Mediation of suffering and the vision of a cosmopolitan public. Television & new media, 9 (5). pp. 371–391. ISSN 1552-8316
- Chouliaraki, Lilie (2006) Aestheticization of suffering on television. Visual Communication, 5 (3). pp. 261–285[24].
- Chouliaraki, Lilie (2004) Watching 11 September: the politics of pity. Discourse & Society, 15 (2-3). pp. 185–198[25].